# لیندشاید
لیندشاید (به آلمانی: Lindschied) یک منطقهٔ مسکونی در آلمان است که در بات شوالباخ واقع شده‌است. لیندشاید ۶۰۰ نفر جمعیت دارد.